# جارود مارس
جارود مارس (به انگلیسی: Jarrod Marrs) (زادهٔ ۲۸ مهٔ ۱۹۷۵) شناگر اهل ایالات متحده آمریکا است.